# Моделирование финансовых рисков
Моделирование финансовых рисков — процесс применения официально утвержденных эконометрических методов, которые позволяют определить совокупный риск финансового портфеля. Моделирование рисков — это всего лишь один из множества направлений финансового моделирования.

## История
Считается, что первым, кто попытался растолковать сущность и содержание понятия «риск», был Иоганн Тетенс (XVIII в.). Результаты его исследований и измерений риска в дальнейшем использовались в страховании жизни, а с последующим развитием математики и страхования «риск» занял свое место в страховой теории. Дальнейшее динамичное развитие научной мысли и технический прогресс способствовали переходу «риска» и в экономическую теорию.
Экономическая деятельность обязательно связана с возникновением финансовых рисков. На сегодня, одно из определений финансового риска гласит что риск — следствие неопределенности природных, человеческих и экономических факторов. Такие факторы при неблагоприятных обстоятельствах могут привести к убыткам в любой экономической деятельности.
Одним из важных направлений современной экономической теории является изучение и учёт неопределенности, багатокритериальности и связанного с ними риска. Моделирование рисков предусматривает использование целого ряда методов, среди которых моделирование рыночного риска и стоимостной меры риска (VaR), историческое моделирование или применение теории экстремальных значений (EVT). С их помощью можно проанализировать портфель и спрогнозировать возможные потери, которые могут возникнуть в связи с такими рисками. С целью осуществления банковского надзора регулятор определяет категории риска, например: кредитный риск, риск ликвидности, риск изменения процентной ставки, рыночный риск, валютный риск, риск репутации, юридический риск, стратегический риск и тому подобное.
Многие финансовые посредники применяют моделирование рисков для оценки регулятивного капитала. Такая оценка нужна, чтобы успешно приобрести или продать определённые классы финансовых активов в портфеле компаний.
Согласно приложению к консультативному документу Базельского комитета по банковскому надзору (Basel Committee on Banking Supervision, BCBS) Базель II национальные регуляторы депозитарной деятельности должны требовать от учреждений, осуществляющих банковскую деятельность, применять официально утвержденные подходы к моделированию рисков. Ранее в моделировании финансовых рисков преобладало применение количественного анализа рисков. Сегодня мощные компьютерные программы позволяют провести качественный анализ рисков быстро и без особых усилий.

## Критика
Вопрос о применении количественной оценки риска и соответствующее моделирование часто поднимается на фоне корпоративных скандалов (например, один из таких громких скандалов связан с компанией Enron). Соответственно, Базель II, FAS 123R и Закон Сарбейнса-Оксли были пересмотрены, поскольку они не смогли предупредить наступление мирового экономического кризиса (с 2008).